# دیر سلبی
دیر سلبی (انگلیسی: Selby Abbey) یک دیر در سلبی، انگلستان است.
این دیر که در قرن ۱۱ میلادی بنیان‌گذاری شده دارای دو برج به ارتفاع ۳۷ متر تا سقف و ۴۳ متر تا بالاترین نقطه آن است.

## نگارخانه

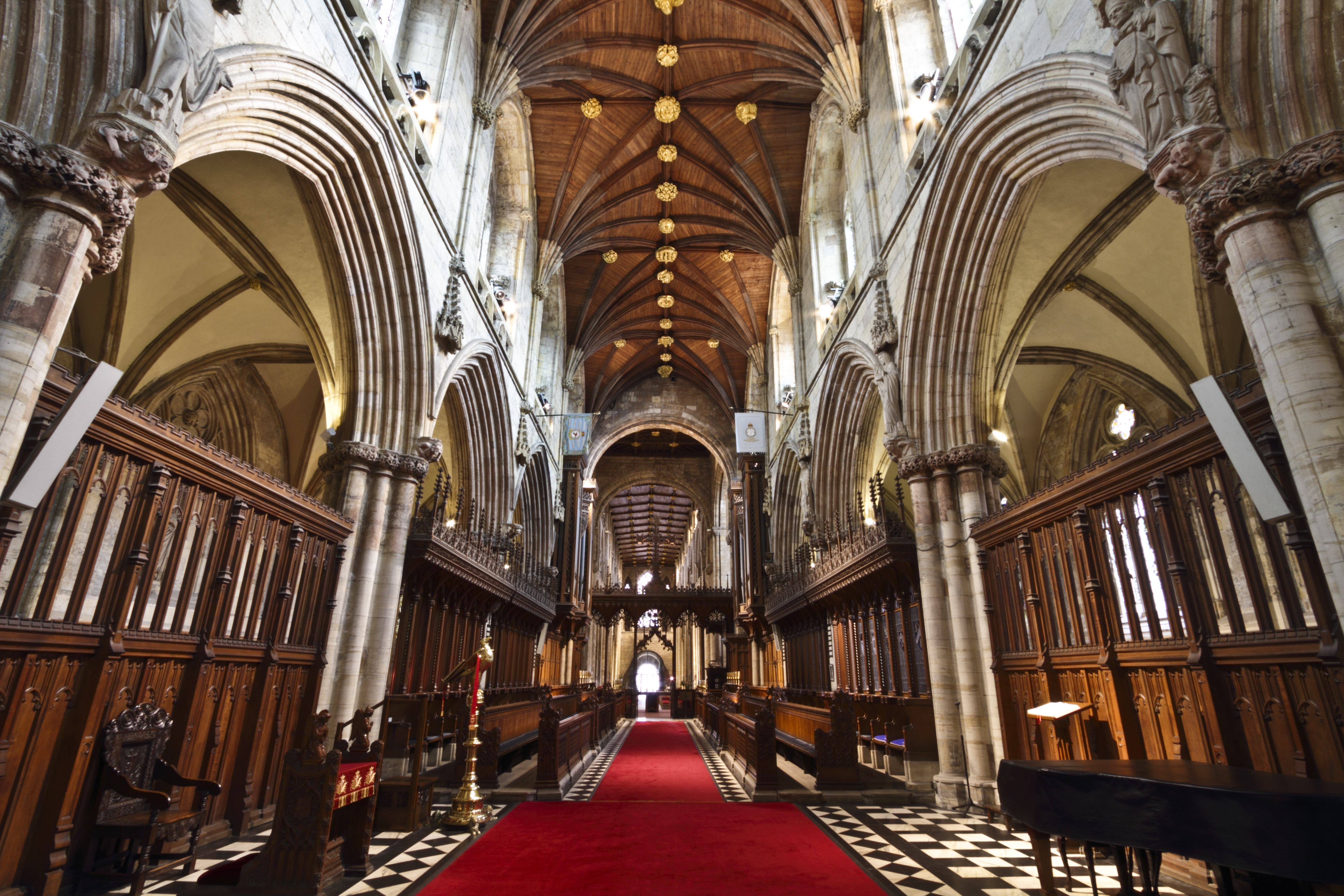
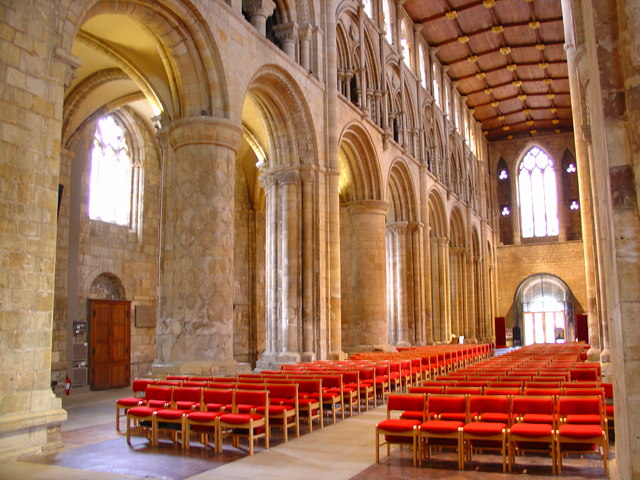
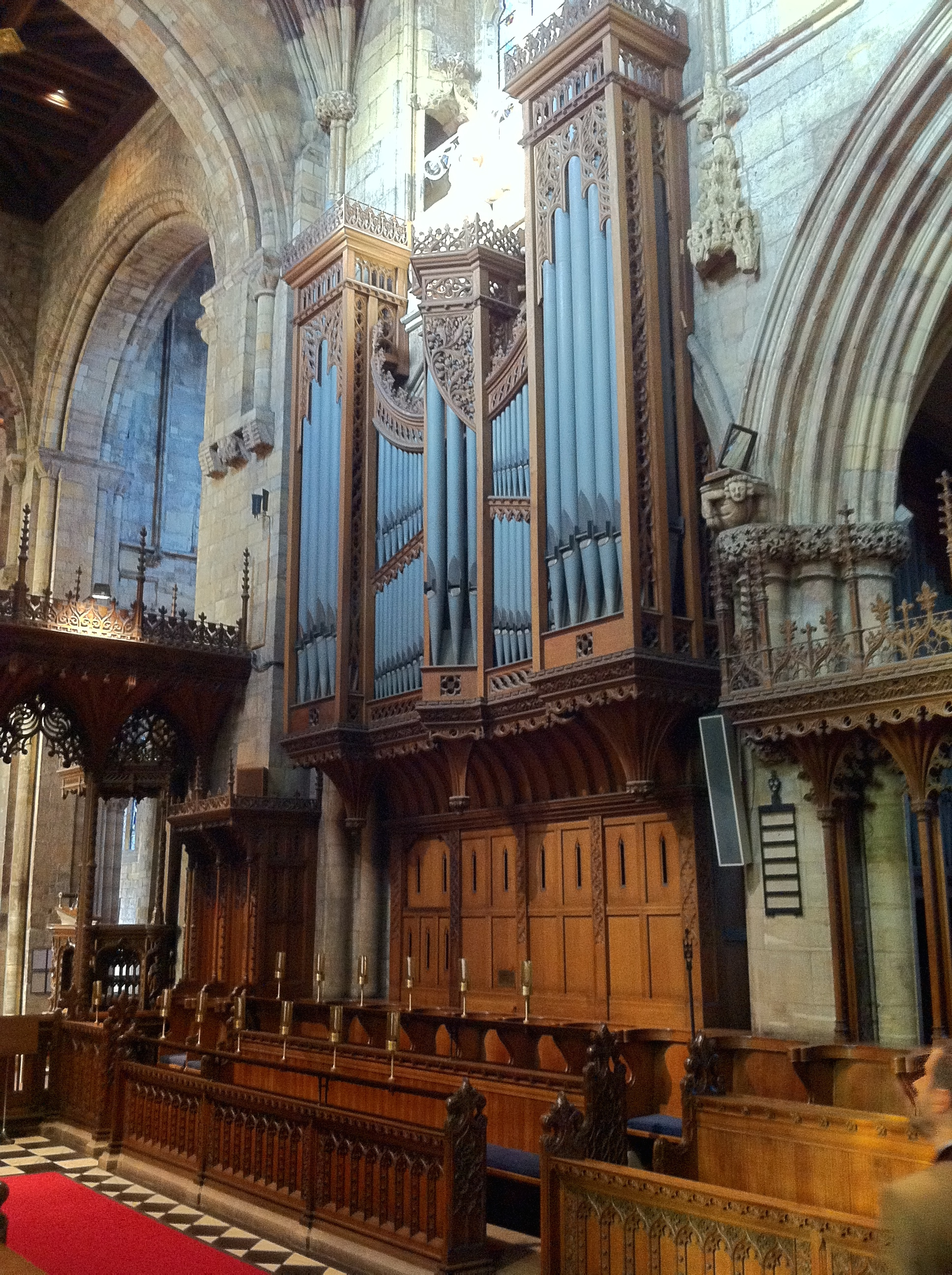
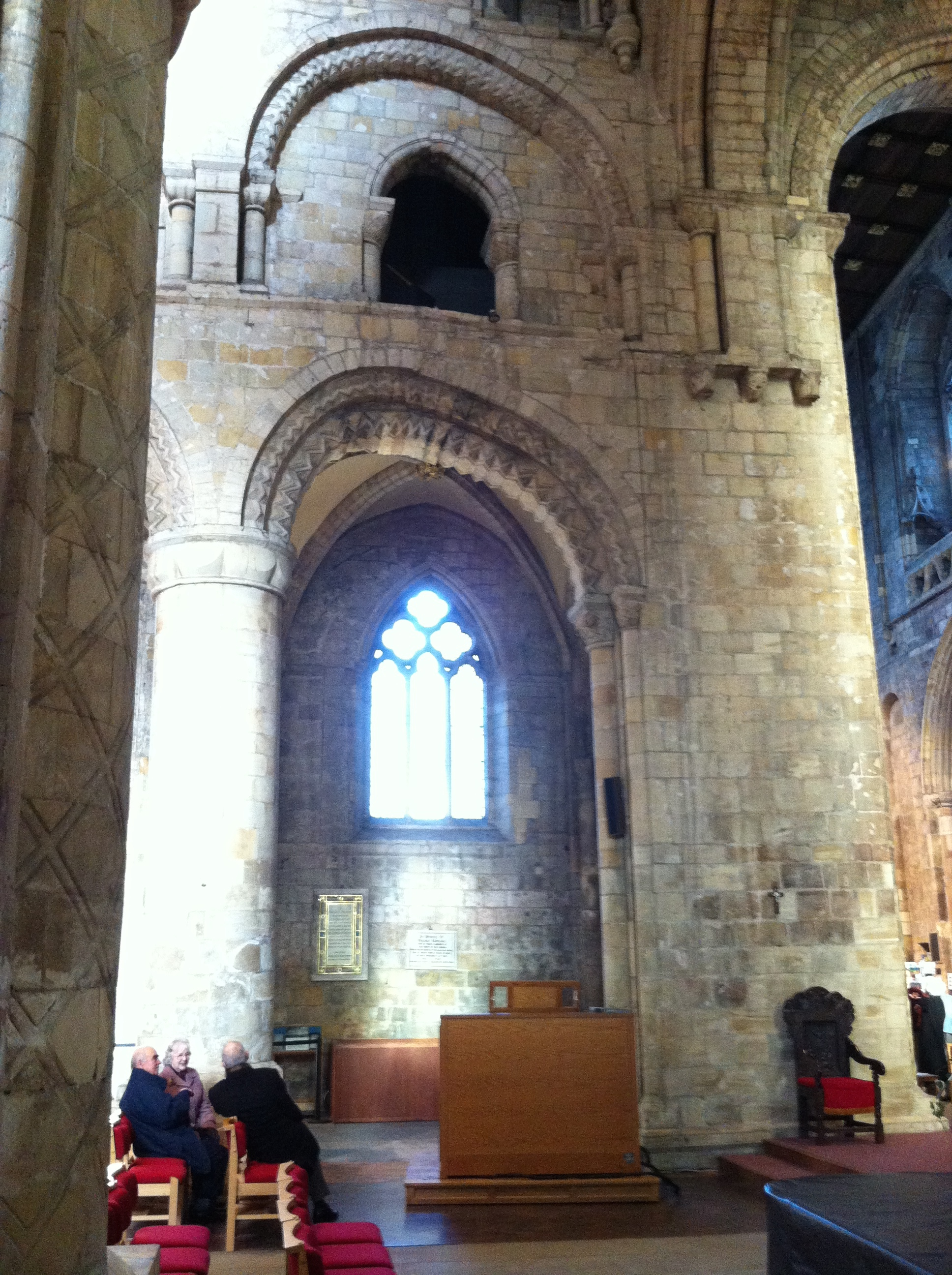
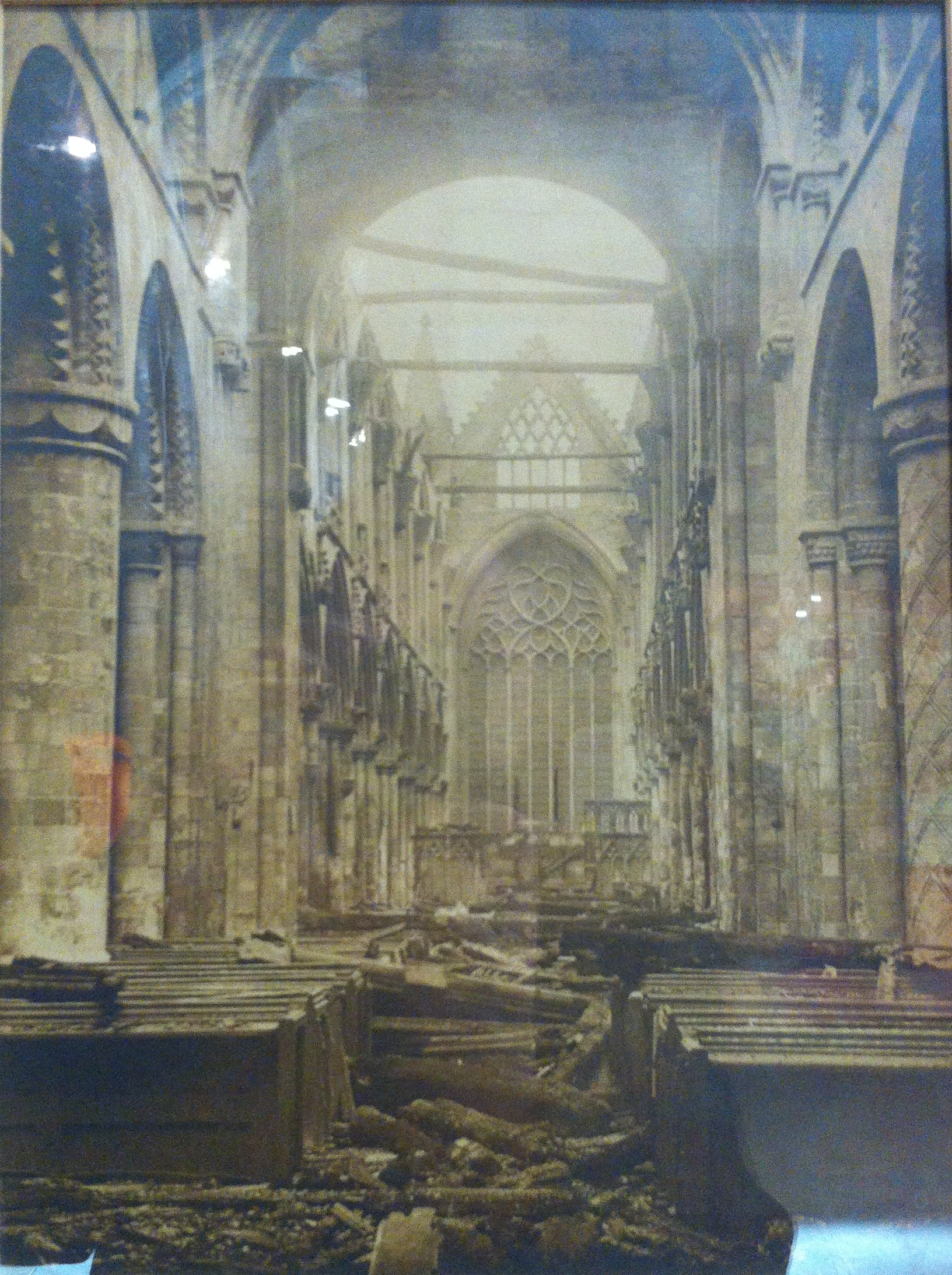
دیر سلبی پس از آتش‌سوزی ۱۹۰۶